# تعليم بيطري

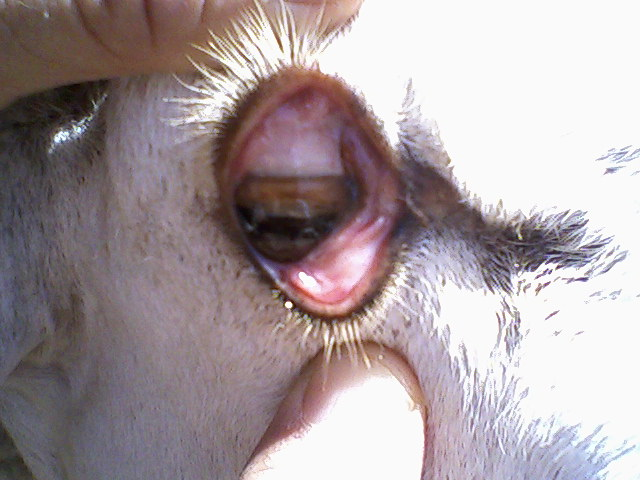
بيطري يفحص عين نعجة

التعليم البيطري (بالإنجليزية: Veterinary education)‏ هي التعليم العالي للأطباء البيطريين من أجل الحصول على درجة: دكتوراه في الطب البيطري (DVM) أو بكالوريوس العلوم البيطرية (BVS) أو بكالوريوس الطب البيطرية (BVM) أو بكالوريوس علوم الطب البيطرية (BVMs) أو مرشح الطب البيطري (Cand.med.vet).
تستخدم العديد من المدارس البيطرية خارج أمريكا الشمالية لقب كلية العلوم البيطرية بدلاً من كلية الطب البيطري أو معهد الطب البيطري.
يعتبر امتحان الالتحاق بكليات الطب البيطري من أصعب الامتحانات، إذ يجب استكمال ما يلزم من الشروط قبل أن يصبح المترشحون قادرين على تحقيق هذا الهدف، يحصل الناجحون بعد فترة التكوين على شهادة الدكتوراه في الطب البيطري. يجب على الأشخاص الذين يرغبون في متابعة دراسات ما بعد التدرج في الطب البيطري أن تكون معهم شهادة الدكتوراه في الطب البيطري من أمريكا الشمالية أو ما يعادلها لخريجي الطب البيطري في المملكة المتحدة أو غيرها من دول الكومنولث.
هناك عدد من البلدان بالإضافة للولايات المتحدة وكندا لديها مؤسسات معتمدة على هذا النحو مثل أستراليا، أيرلندا، نيوزيلندا والمملكة المتحدة.
أمريكا الشمالية:
- الولايات المتحدة: سبع سنوات من التعليم العالي ضرورية للحصول على دبلوم طبيب بيطري عام، لا يوجد حاليا سوى 28 مدرسة للطب البيطرية تحقق معايير الاعتماد التي حددها مجلس التعليم في الجمعية الأميركية للطب البيطري، يجب أن يكون للمترشح ثانوية عامة + 4 سنوات دراسة جامعية ناجحة للحصول على فرصة الولوج إلى دراسة الطب البيطري، في بعض الأحيان يكون البعض متحصلا على درجة المجستير عندما يبدأ تكوينه كبيطار. اما التخصصات فهي من ثلاث إلى خمس سنوات.
- كندا: هناك حاليا 5 مدارس للطب البيطري هي الكلية الغربية والكلية الأطلسية وكلية أونتاريو وكلية كالغاري وكلية مونتريال هذه الأخيرة هي المؤسسة البيطرية الوحيدة الناطقة بالفرنسية في أمريكا الشمالية. في كيبيك يتم الحصول على درجة الدكتوراه في الطب البيطري بعد عامين من الدراسة في كلية التعليم العام والمهني وخمس سنوات من الدراسات الجامعية بأحد الكليات السابقة. من أجل الحصول على حق الممارسة يجب على الطلاب بالإضافة إلى إكمال دراستهم اجتياز الاختبار النظري.

أوروبا
تختلف فترات الدراسة للحصول على شهادة الإجازة في الطب البيطري من بلد إلى اخر وهذه امثلة تبين الفرق:
- فرنسا: تدوم حوالي 7 سنوات فبعد دراست سنتين تحضيريتين يجتاز المترشح امتحان للالتحاق بأحد مدارس الطب البيطري الفرنسية الأربعة.

الشرق الأوسط
- مصر: مدة الدراسة 5 سنوات، وشروط الاتحاق هي الحصول علي الثانوية العامة (علمي علوم) بمجموع مرتفع فهيي تعتبر احدي كليات القمة في مصر
- الجزائر: تدوم الدراسة 5 سنوات، أما شروط الالتحاق فهي الحصول على درجة قريب من الجيد في امتحان الثانوية العامة.
- المغرب: تدوم الدراسة 6 سنوات وللالتحاق لازم الحصول على باكالوريا علوم تجريبية أو رياضية ومعدل لا يقل عن 15 للدراسة بمعهد الحسن الثاني للزراعة والبيطرة

العمال شبه بيطريين
بدلا من تكوين طبيب بيطري حامل شهادة الدكتوراه يمكن تكوين فني بيطري. الفني البيطري (ممرض بيطري) يتلقى تكوين لمدة سنتين أو أربع سنوات في إحدى المدارس الفنية، مؤهل لمساعدة الطبيب البيطري في العديد من الإجراءات الطبية لكن لا يسمح له في معظم الدول بممارسة الكثير من الإجراءات التي تقتصر على الطبيب البيطري من أهمها تشخيص الأمراض.
يشمل القبول في كلية الطب البيطري قدرة تنافسية عالية، تفاوت عدد مقدمي الطلبات المؤهلين من سنة إلى أخرى. ويرجع هذا أساساً إلى أن عدد الكليات البيطرية المعتمدة ظلت على حاله منذ 1983، لكن عدد المتقدمين ارتفع إلى حد كبير، نتيجة لذلك قبل فقط 1 من أصل 3 متقدمين لكلية الطب البيطري في عام 2005.
حوالي 80 ٪ من الطلاب المقبولين هم من الإناث. في وقت مبكر من تاريخ الطب البيطري في الولايات المتحدة الأمريكية وكان معظم الأطباء البيطريين ذكور. مع ذلك خلال سنوات التسعينات كانت النسبة متساوية تقريبا، أما الآن فقد عكس ذلك.